# ماهازوآریوو (ووندروزو)
ماهازوآریوو (به لاتین: Mahazoarivo) یک منطقهٔ مسکونی در ماداگاسکار است که در وندروزو واقع شده‌است. ماهازوآریوو ۷٬۰۰۰ نفر جمعیت دارد و ۲۱۱ متر بالاتر از سطح دریا واقع شده‌است.